# نظریه حلقه‌ها

یک نظریه حلقه ایاین نظریه جبری مثل جبر جابجایی به صورت برداری حل می‌گردد

در جبر، نظریه حلقه‌ها به مطالعهٔ حلقه‌ها می‌پردازد. حلقه‌ها ساختار مجردی هستند که در آن جمع و ضرب تعریف شده و خواص مشابهی با خواص جمع و ضرب در اعداد صحیح دارند. نظریه حلقه‌ها به مطالعهٔ ساختار حلقه‌ها، نمایش‌های آن‌ها یا به زبان دیگر مدول‌ها و همچنین به مطالعهٔ انواع مختلف حلقه‌ها (مثل حلقه‌های گروهی، حلقه‌های تقسیم و جبرهای پوششی جهانی) می‌پردازد. علاوه بر این‌ها در این نظریه هم خواصی از حلقه‌ها که در خود نظریه حلقه‌ها کاربرد دارد می‌پردازند و هم به خواصی که در جاهای دیگر کاربرد داشته باشد، مثل خواص همولوژیکی و هویت‌های چندجمله‌ای.
حلقه‌های جابجایی بسیار بهتر از حلقه‌های ناجابجایی درک شده‌اند. هندسه جبری و نظریه جبری اعداد، که مثال‌های طبیعی بسیاری برای حلقه‌های جابجایی ارائه کرده‌اند، بسیاری از پیشرفت‌ها را در نظریه حلقه‌ها موجب گشته‌اند که اکنون به آن جبر جابجایی گفته شده و از قلمروهای اصلی ریاضیات به حساب می‌آید. به خاطر این که این سه حوزه از ریاضی (هندسه جبری، نظریه جبری اعداد و جبر جابجایی) پیوند نزدیکی با هم دارند، سخت و بی معناست که تصمیم بگیریم یک نتیجه خاص مربوط به کدام یک از این سه قلمرو می‌باشد. به عنوان مثال، قضیه صفرهای هیلبرت، قضیه ای است که برای هندسه جبری اهمیت حیاتی داشته در حالی که به کمک جبر جابجایی اثبات می‌شود. به‌طور مشابه، قضیه آخر فرما بر اساس حساب مقدماتی بیان می‌شود که بخشی از جبر جابجاییست، در حالی که اثبات آن از نتایج عمیقی حاصل می‌شود که برآمده از هر دو گرایش نظریه جبری اعداد و هندسه جبری‌اند.